# Gymnodiscus
Gymnodiscus là một chi thực vật có hoa trong họ Cúc (Asteraceae).

## Loài
Chi Gymnodiscus gồm các loài: